# Angreb på Amerika under 2. verdenskrig
Der var et begrænset antal angreb på Amerika under 2. verdenskrig hovedsageligt på grund af kontinentets geografiske adskillelse fra de centrale krigsskuepladser i Europa og Asien. Denne artikel indeholder angreb på fastland (indtil 370 km eller 200 sømil i havet), der i dag er under suverænitet af USA, Canada, Mexico og en række andre mindre lande, men udelukker militære kampe i det danske territorium Grønland (se Grønland under 2. verdenskrig), på Hawaii (se Angrebet på Pearl Harbor) og Aleuterne (se Slaget om Aleuterne).

## Tyske operationer

### Sydamerika

#### Slaget ved Río de la Plata
Det første søslag under krigen blev udkæmpet den 13. december 1939 ud for Sydamerikas Atlanterhavskyst. Det tyske "lommeslagskib" Deutschland-klassen#Admiral Graf Spee (der fungerede som handelsraider) mødte en af de britiske styrker, der søgte efter den. Gruppen af tre krydsere fra Royal Navy, HMS Exeter, Ajax og Achilles, var på patrulje ud for Río de la Platas udmunding ved Argentina og Uruguay. I et blodigt slag slog Graf Spee i første omgang de britiske angreb tilbage, men den tyske kaptajn Hans Langsdorff søgte tilflugt i det neutral Uruguay. Langsdorff blev narret til at tro, at en overlegen britisk styrke ventede på havet, og han sænkede derfor sit skib ved Montevideo i stedet for kamp eller internering. Tyskerne mistede deres skib og 96 dræbte eller sårede, mens deres modstandere havde 72 dræbte og 28 sårede og to beskadigede skibe.

### Tyske landgange i USA

#### Duquesne-spionringen
Allerede før krigen havde man fundet en stor nazistisk spionring, der opererede i USA. Duquesne-spionringen er stadig den største spionagesag i USA's historie, der er endt i straffesager. De 33 tyske agenter, der dannede Duquesne-spionringen, sad i centrale job i USA for at få oplysninger, der kunne bruges i tilfælde af krig og til at udføre sabotage. En mand åbnede en restaurant og fik der oplysninger fra sine kunder. En anden arbejdede på et flyselskab, så han kunne rapportere allierede skibe der krydsede Atlanterhavet, mens andre i ringen arbejdede som postmænd, så de kunne levere hemmelige beskeder ved siden af normale breve. Ringen blev ledet af kaptajn Fritz Joubert Duquesne, en sydafrikansk Boer, der spionerede for Tyskland i de begge verdenskrige og er bedst kendt som "Manden der dræbte Kitchener", efter at han blev tildelt Jernkorset for sin hovedrolle i sabotage og forliset af HMS Hampshire i 1916. William G. Sebold, en dobbeltagent, var den afgørende faktor i FBI's løsning af sagen. I næsten to år kørte Sebold en radiostation i New York for ringen, der gav FBI værdifulde information om, hvad Tyskland sendte til sine spioner i USA samtidig med den kontrollerede informationer, der blev sendt til Tyskland. Den 29. juni 1941, afsluttede FBI sagen, ved at rykke ind. Alle 33 spioner blev anholdt, fundet skyldige og dømt til samlet mere end 300 år i fængsel.

#### OperationPastorius
Efter krigserklæringen mod USA beordrede Adolf Hitler de tyske sabotører til at anrette skade på landet. Ansvaret for det fik den tyske efterretningstjeneste, Abwehr. I juni 1942 blev otte agenter rekrutteret og opdelet i to grupper: Den første, under kommando af George John Dasch, med Ernst Peter Burger, Heinrich Heinck og Richard Quirin, og den anden, under ledelse af Edward Kerling, med Hermann Neubauer, Werner Thiel og Herbert Haupt.
Den 12. juni 1942, gik Daschs hold i land med sprængstoffer og planer på East Hampton, Long Island i New York med ubåden U-202. Deres mission var at ødelægge kraftværker ved Niagara Falls og tre Aluminum Company of America (Alcoa)-fabrikker i Illinois, Tennessee og New York. Dasch henvendte sig i stedet til FBI, og gav dem en komplet redegørelse for den planlagte mission. Det førte til anholdelsen af hele holdet.
Kerlings hold gik i land med U-584 ved Ponte Vedra Beach (40 km sydøst for Jacksonville, Florida), den 17. juni. De fik til opgave at lægge miner i fire områder: Pennsylvania Railroad i Newark, New Jersey, kanalsluserne i både St. Louis og Cincinnati, og New Yorks vandforsyningsrør. Holdet nåede til Cincinnati, Ohio og opdelte sig, da to gik til Chicago, Illinois og de andre til New York. Daschtilståelsen førte til anholdelse af alle de mænd inden den 10. juli.
Alle otte tyske agenter blev retsforfulgt, dømt af den militære kommissionen. De seks blev dømt til døden. Præsident Roosevelt godkendte dommene. Med forfatningen stadfæstet af Højesteret i Ex parte Quirin blev de seks henrettet i den elektriske stol den 8. august. Dasch og Burger fik 30 års fængsel. Begge blev løsladt i 1948 og udvist til Tyskland. Dasch (alias George Davis), der havde været bosat i mange år i USA før krigen, havde et svært liv i Tyskland efter sin hjemkomst fra et amerikansk fængsel, på grund af hans samarbejde med de amerikanske myndigheder. En betingelse for hans udvisning var, at han ikke fik lov til at vende tilbage til USA, selv om han brugte mange år på at skrive breve til fremtrædende amerikanske myndigheder (J. Edgar Hoover, præsident Eisenhower, osv.) om tilladelse til det. Han flyttede til Schweiz og skrev en bog Eight Spies Against America.

#### OperationElster
I 1944 var der et forsøg på infiltration, med kodenavnet Operation Elster ("Magpie"). Elster involverede Erich Gimpel og den tysk-amerikanske afhopper William Colepaugh. Deres mission var at indsamle efterretninger om Manhattan-projektet og forsøge sabotage. Parret sejlede fra Kiel med U-1230 og gik i land ved Hancock Point, Maine den 30. november 1944. De nåede til New York, men operationen udartede til en total fiasko. Colepaugh henvendte sig til FBI den 26. december og tilstod hele planen, og Gimpel blev anholdt fire dage senere i New York. Begge mænd blev dømt til døden, men i sidste instans fik de deres domme omstødt. Gimpel sad 10 år i fængsel, og Colepaugh blev løsladt i 1960 og drev en virksomhed i King of Prussia, Pennsylvania, før han blev pensionist i Florida.

### Tyske landgange i Canada

#### St. Martins, New Brunswick
På omtrent samme tid som den Dasch-operationen (den 25. april 1944) var en enkelt Abwehr-agent, Marius A. Langbein, gået i land fra en ubåd i nærheden af St. Martins, New Brunswick i Canada. Hans mission var at observere og rapportere skibsbevægelser i Halifax, Nova Scotia (den største afgangshavn for nordatlantiske konvojer). Langbein, der havde boet i Canada før krigen, skiftede mening og flyttede til Ottawa, hvor han levede af sine Abwehr-midler, indtil han overgav sig til de canadiske myndigheder i december 1944. En jury fandt ikke Langbein skyldig i spionage, eftersom han aldrig havde begået nogen fjendtlige handlinger mod Canada under krigen.

#### New Carlisle, Quebec
I november 1942 sænkede U-518 to fragtskibe med jernmalm og beskadigede en anden ud for Bell Island i Conception Bay, Newfoundland. U-518 var på vej til Gaspéhalvøen, hvor det trods et angreb fra et Royal Canadian Air Force-fly var lykkedes at få spionen Werner von Janowski i land ved New Carlisle i Quebec den 9. november 1942. Han blev hurtigt pågrebet, efter at Earle Annett Jr., ejeren af New Carlisle Hotel, hvor Janowski opholdt sig, blev mistænksom og alarmerede myndighederne, da den fremmede ville bruge forældet valuta i hotellets bar. R.C.M.P. (det canadiske politi) arresterede Janowski på et CNR-passagertog på vej til Montreal. Inspektionen af Janowskis personlige ejendele afslørede, at han bl.a. havde en kraftig radiosender. Janowski tilbragte nogen tid som en dobbeltagent, ved at sende falske beskeder til Abwehr i Tyskland. I The Double Cross System, skriver John Cecil Masterman: "I november blev WATCHDOG sat i land af en ubåd i Canada sammen med en trådløs radio og et omfattende spørgeskema. Dette skridt på den del af tyskerne truede en udvidelse af vores aktiviteter til andre dele af verden, men tilfældet udviklede sig faktisk ikke meget tilfredsstillende. ... WATCHDOG blev indstillet i sommeren [i 1943]."

### Tyske landgange i Newfoundland

#### Vejrstation Kurt i Martin Bay
Nøjagtige vejrudsigter var vigtige for havkrigen, og den 18. september 1943 sejlede U-537 fra Kiel via Bergen i Norge, med et meteorologisk hold under ledelse af professor Kurt Sommermeyer. De gik i land ved Martin Bay nær den nordlige spids af Labrador den 22. oktober 1943 og opsatte en automatisk vejrstation ("Vejrstation Kurt" eller "Wetter-Funkgerät Land-26"), på trods af den konstante risiko for Allierede luftpatruljer. Stationen blev drevet af batterier, der var forventet at kunne holde i omkring tre måneder. I begyndelsen af juli 1944 forlod U-867 Bergen for at udskifte udstyr, men blev sænket undervejs. Vejrstationen forblev uforstyrret af de lokale indtil 1980'erne og er nu udstillet på Canadian War Museum.

### Ubådsoperationer

#### Atlanterhavet
Atlanterhavet var en stor strategisk kampzone ("Slaget om Atlanten"), og da Tyskland erklærede krig mod USA, bød USA's østkyst lette mål for tyske ubåde (kaldet "Den gode tid"). Efter et meget vellykket togt med fem Type IX-langtrækkende ubåde, blev offensiven maksimeret ved hjælp af kortrækkende Type VII ubåde, med øgede brændstoftanke, der blev genopfyldt fra forsyningsubåde kaldes Milchkühe (mælkekøer). Fra februar til maj 1942 blev 348 skibe sænket, for tabet af to ubåde i april og maj. Amerikanske flådeledere var tilbageholdende med at indføre konvojer, der havde beskyttet transatlantisk skibsfart, og uden kystnære mørklægninger, fik skibe silhuetter fra det lyse lys fra amerikanske byer som f.eks. Atlantic City, indtil en mørklægning blev beordret i maj.
Den samlede virkning af angrebene var alvorlig, og en fjerdedel af alle krigens skibsforlis – 3,1 millioner tons – fandt sted i denne tid. Der var flere grunde til det: Flådekommandøren, admiral Ernest King, var utilbøjelig til at høre på britiske anbefalinger om at indføre konvojer, den amerikanske kystvagt og flådes patruljer var forudsigelig og kunne undgås af ubådene, samarbejdet var dårlig, og den amerikanske flåde var ikke i besiddelse af nok egnede eskortfartøjer. Britiske og canadiske krigsskibe blev senere overført til den amerikanske østkyst.

#### USA's østkyst
Flere skibe blev torpederet inden for synsvidde af byer på østkysten som New York og Boston, nogle civile sad på strande og så kampe mellem amerikanske og tyske skibe. Den eneste dokumenterede forlis af en ubåd under 2. verdenskrig tæt på New Englands kyster fandt sted den 5. maj 1945, da U-853 torpederede og sænkede kulskibet Black Point ud for Newport, Rhode Island. Da Black Point blev ramt, jagede den amerikanske flåde straks ubåden og begyndte at kaste dybvandsbomber. Næste dag, da et olieudslip og flydende vragrester dukkede op, bekræftede de, at U-853 og hele dets besætning var tilintetgjort. I de senere år er U-853 blevet et populært dykkersted. Dens intakte skrog med åbne luger ligger i 40 m i vandet ud for Block Island, Rhode Island. Et vrag blev opdaget i 1991 ud for New Jerseys kyst. Det blev i 1997 konstateret at være U-869. Tidligere var U-869 formodet at være sunket ud for Rabat i Marokko.

#### Den Mexicanske Golf
Da konvojer og luftdækning blev indført i Atlanterhavet, blev tallet for sænkninger reduceret, og ubådene skiftede til at angribe skibsfart i den Mexicanske Golf. I løbet af 1942 og 1943 opererede mere end 20 ubåde i den Mexicanske Golf. De angreb tankskibe, der transporterede olie fra havne i Texas og Louisiana, hvoraf det lykkedes at synke 56 fartøjer. Ved udgangen af 1943, begyndte ubådsangrebne at blive mindsket, da handelsskibe startede med at sejle i væbnede konvojer.
I et tilfælde blev tankskibet Virginia torpederet i mundingen af Mississippifloden af den tyske ubåd U-507 den 12. maj 1942, og det førte til tabet af livet af 26 besætningsmedlemmer. Der var 14 overlevende. Da de defensive foranstaltninger blev indført, faldt antallet af skibsforlis igen, og ubådstab steg.
U-166 var den eneste ubåd, der blev sænket i den Mexikanske Golf under krigen. Man troede, at den var sænket af en torpedo kastet fra et amerikanske kystvagt amfibiefly J4F den 1. august 1942. Nu mener man, at U-166 blev sænket to dage tidligere af dybdebomber fra Robert E. Lees flådeeskorte, den amerikanske flådes ubådsjæger, PC-566. Det menes, at flyet J4F kan have set og angrebet en anden tysk ubåd, U-171, som var i området på samme tid. U-166 ligger 1,5 km under vandet inden for en kilometer af sit sidste offer, passagerskibet SS Robert E. Lee.

#### Canada
Fra begyndelsen af krigen i 1939 til VE Day var flere af Canadas Atlanterhavskysthavne vigtige for forsyningsindsatsen til Storbritannien og senere for de Allieredes landoffensiv på Vestfronten. Halifax og Sydney, blev de primære konvojsamlingshavne, hvor Halifax blev tildelt de hurtige eller prioriterede konvojer (stort set tropper og vigtige materialer) med mere moderne handelsskibe, mens Sydney blev givet langsomme konvojer, som transporterede kraftigere materiale på ældre og mere udsatte handelsskibe. Begge havne var stærkt befæstet med kystradarstandpladser, lyssøgningsbatterier og omfattende kystnære artilleristationer, som alle var bemandet med reserver og mandskab fra den canadiske flåde og hær. Militære efterretningsagenter håndhævede strengt mørklægning i hele området, og antitorpedonet var til stede i havneindløbene. Til trods for at ingen landinger af tysk personel fandt sted nær disse havne, var der hyppige angreb fra ubåde på konvojer på vej til mod Europa. Den mindst flittigt brugte, men ikke mindst vigtige, var havnen i Saint John, der også oplevede materiel kanaliseret via havnen, hovedsagelig efter at USA gik ind i krigen i december 1941. Canadian Pacific Railways hovedlinje fra det centrale Canada (som krydsede staten Maine) kunne bruges til transport til støtte af krigsindsatsen.
slaget ved St. Lawrence var ikke ødelæggende for den canadiske krigsindsats (i betragtning af landets jernbanenet til østkysten havne), men muligvis mere ødelæggende for moralen hos den canadiske befolkning. Det var, da ubåde begyndte at angribe indenlandske kystsejlads langs Canadas østkyst i St. Lawrence-floden og Saint Lawrence-bugten fra begyndelsen af 1942 til slutningen af 1944.

#### Newfoundland
Tre væsentlige angreb fandt sted i 1942, da tyske ubåde angreb fire jernmalmsfragtskibe, der arbejdede for DOSCO-jernminen ved Wabana på Bell Island i Newfoundlands Conception Bay. Skibene S.S. Saganaga og S.S. Lord Strathcona blev sænket af U-513 den 5. september 1942, mens S.S. Rosecastle og P.L.M 27 blev sænket af U-518 den 2. november med tabet af 69 menneskeliv. Efter sænkningerne affyrede ubåden en torpedo, der missede målet, det 3.000-tons tunge kulskib Anna T, og ramte DOSCO-læsningskajen og eksploderede. Som et resultat af torpedoen der missede sit mål, blev Bell Island det eneste sted i Nordamerika der blev udsat for direkte angreb fra tyske styrker under 2. verdenskrig. Den 14. oktober 1942 blev Newfoundland Railway-færgen SS Caribou torpederet af den tyske ubåd U-69 og sænket i Cabot-strædet syd for Port aux Basques. Caribou bar 45 besætningsmedlemmer og 206 civile og militære passagerer. 137 mistede livet, mange af dem newfoundlænderne.

### Caribien
En tysk ubåd bombarderede et Standard Oil-raffinaderi på den hollandske ø Aruba den 16. februar 1942, der dog ikke forårsagede nogen skader.
En tysk ubåd bombardere øen Mona, omkring 64 km fra Puerto Rico, den 2. marts. Det medførte ingen skader eller tilskadekomne.
Et olieraffinaderi på Curaçao blev beskudt den 19. april.

## Japanske operationer

### Japanske ubådsoperationer

#### Vestkysten og Alaska
Flere skibe blev torpederet inden for synsvidde af byer på vestkysten som Los Angeles Santa Barbara, San Diego og Santa Monica. I løbet af 1941 og 1942 opererede mere end 10 japanske ubåde ved vestkysten Alaska og Baja California. De angreb amerikanske, canadiske og mexicanske skibe, og det lykkedes dem at sænke 10 skibe, inklusiv den sovjetiske ubåd L-16 den 11. oktober 1942.

#### Ellwood-bombardementet
USA's fastland blev første gang beskudt af aksemagterne den 23. februar 1942, da den japanske ubåd I-17 angreb Ellwood Oil Field vest for Goleta, nær Santa Barbara i Californien. Selv om kun et pumpehus og gangbroen på en oliekilde blev beskadiget, rapportere kaptajnen på I-17, Nishino Kozo Tokyo, at han havde forladt Santa Barbara i flammer. Ingen tilskadekomne blev rapporteret og de samlede udgifter til skader, blev officielt anslået til ca. 500-1.000 amerikanske dollars. Nyheder om bombningen udløste en invasionfrygt langs den amerikansk vestkyst.

#### Estevan Point Lighthouse-bombardementet
Mere end fem japanske ubåde opererede ved det vestlige Canada i 1941 og 1942. Den 20. juni 1942, affyrede den japanske ubåd I-26, under kommando af Yokota Minoru, 25-30 skud med 5,5 tommer granater mod Estevan Point Lighthouse på Vancouver Island i British Columbia, men ramte ikke målet. Dette markerede den første fjendtlige beskydning af canadisk jord siden krigen i 1812. Selv om ingen tilskadekomne blev rapporteret, var den efterfølgende beslutning om at slukke lyset på de ydre stationer, katastrofal for skibsfarten.

#### Fort Stevens-bombardementet
I det der blev det eneste angreb på en amerikansk militærinstallation på fastlandet under 2. verdenskrig, dukkede den japanske ubåd I-25 under kommando af Tagami Meiji, op på overfladen nær mundingen af Columbia River i Oregon natten til den 21. og 22. juni 1942 og affyrede granater mod Fort Stevens. Den eneste officielt registrerede skade var på en baseballbanes bagstopper. De mest betydelige skader var en granat, der beskadigede nogle store telefonkabler. Skytterne på Fort Stevens blev nægtet tilladelse til at besvare ilden, da det ville have hjulpet japanerne med at finde deres mål mere præcist. Amerikanske fly på træningsflyvninger opdagede ubåden, som blev angrebet af en amerikansk bombefly, men slap væk.

#### Lookout Air Raids
Lookout-luftangrebne (engelsk: Lookout Air Raids) fandt sted den 9. september 1942. Det første og eneste luftbombardement af det kontinentale Amerika af en udenlandsk magt fandt sted, da et forsøg på at starte en skovbrand blev foretaget af en japansk Yokosuka E14Y1 "Glen"-vandflyver, der kastede to 80-kilos brandbomber over Mount Emily, i nærheden af Brookings, Oregon. Vandflyveren, der blev styret af Nobuo Fujita, var blevet opsendt fra det japanske ubådshangarskib I-25. Ingen betydelig skade blev officielt rapporteret efter angrebet, eller efter et gentagelsesforsøg den 29. september.

### Brandballonsangreb
Mellem november 1944 og april 1945 opsendte den japanske flåde over 9.000 brandballoner mod Nordamerika. Båret af den nyligt opdagede Stillehavsjetstrøm, skulle de flyve over Stillehavet og lande i Nordamerika, hvor japanerne håbede, at de ville starte skovbrande og forårsage andre skader. Omkring 300 blev rapporteret i Nordamerika, men få skader blev forvoldt. Seks mennesker (fem børn og en kvinde) blev de eneste døde som følge af de fjendtlige handlinger, der forekom på det kontinentale Amerika under 2. verdenskrig, da en af børnene pillede med en bombe fra en ballon i nærheden af Bly, Oregon og som efterfølgende eksploderede. Stedet er præget af en gravsten ved Mitchell Recreation Area i Fremont-Winema National Forest. Nyligt udgivne rapporter fra Royal Canadian Mounted Police, og det canadiske militær tyder på, at brandballonerne nåede så langt inde i landet som Manitoba. En brandballon er en mulig årsag til den tredje brand i Tillamook Burn. Et medlem af den 555. faldskærmsinfanteribataljon døde, mens han reagerede på en brand i Nordvesten den 6. august 1945, mens andre ofre for den 555. var to brud og 20 andre skader.

## Bortfaldne operationer fra Aksemagterne

### Japan
Umiddelbart efter angrebet på Pearl Harbor afpatruljerede en styrke på syv japanske ubåde USA's vestkyst. Gruppen lavede planer om at bombardere mål i Californien juleaften 1941. Imidlertid blev angrebet udskudt til den 27. december og til sidst aflyst på grund af frygt for amerikanske gengældelsesaktioner.
Japanerne fremstillede en plan tidligt i Stillehavskrigen for at angribe Panamakanalen, der var en livsvigtig vandpassage i Panama, som primært blev brugt under 2. verdenskrig til de Allieredes forsyninger. Det japanske angreb blev aldrig iværksat på grund af ødelæggende flådetab i begyndelsen af konflikt med USA og Storbritannien. (se: Aichi M6A)
Den kejserlige japanske hær iværksatte Project Z (også kaldet Z-bombflysprojektet) i 1942 i lighed med det nazityske Amerika Bomber-projekt, til at designe et interkontinentalt bombefly i stand til at nå Nordamerika. Projektet Z-flyet skulle have seks motorer på 5.000 hestekræfter hver. Nakajima Hikoki KK begyndte hurtigt at udvikle motorer til flyet og foreslog en fordobling af HA-44 motorer (den mest kraftfulde motor tilgængelig i Japan) i en 36-cylindret motor. Modeller blev præsenteret for den kejserlige japanske hær, herunder Nakajima G10N, Kawasaki Ki-91 og Nakajima G5N. Ingen videreudviklede prototyper eller vindtunnelmodellerne, bortset fra G5N. I 1945 blev Z-projektet og andre tunge bombeflysprojekter annulleret.

### Italien
En plan blev udtænkt af Kongeriget Italien for at angribe New Yorks havn med ubåde. Men som krigslykken skiftede mod Italien blev planen udskudt og aflyst.

### Tyskland
I 1940 bad det tyske luftfartsministrium (tysk: Reichsluftfahrtministerium) om design fra de største tyske flyvirksomheder til deres Amerika Bomber-program, hvor en lang række strategiske bombefly skulle ramme det kontinentale USA fra Azorerne. Planlægning var færdig i 1942, men projektet blev opgivet, da det var for dyrt.
Under krigen forsøgte medlemmer af Wehrmacht at påvirke Hitlers beslutning om at studere biologisk krigsførelse udelukkende til forsvar. Lederen af Science Afdeling for Wehrmacht, Erich Schumann, prøvede at overbevise Hitler, om at USA skulle blive angrebet samtidigt med forskellige menneske- og dyrepidemier fra patogene organismer, samt skadegørere på planter. Planerne kom aldrig ud i livet grundet modstand fra Hitler.

## Falske alarmer
Disse falske alarmer er generelt blevet tilskrevet militært og civilt manglende erfaring med krig og dårlige radarer. Kritikere har teorier om, at det var et bevidst forsøg fra hæren for at skræmme offentligheden med henblik på at øge interessen for krigsforberedelserne.

### Alarmer efter Pearl Harbor
Den 8. december 1941 førte rygter om et fjendtlig hangarskib ud for kysten til lukning af skoler i Oakland i Californien og en mørklægning håndhævet af lokale parkeringsvagter og radiotavshed samme aften. Rapporterne, der nåede frem til Washington om et angreb på San Francisco, blev betragtet som troværdige. Sagen blev beskrevet som en test, men generalløjtnant John L. DeWitt fre den vestlige forsvarskommando (engelsk: Western Defense Command) sagde: "I aftes var der fly over denne by. De var fjendens fly! Jeg mener japanske fly! Og de blev fulgt ud til havet. Du tror det var et fupnummer? Det er noget forbandet sludder for fornuftige folk at antage, at hæren og flåden ville udføre sådan et svindelnummer på San Francisco." Rygterne fortsatte på vestkysten i de følgende dage. En alarm af tilsvarende karakter fandt sted i den nordøstlige del den 9. december. Ved middagstid modtog rådgivere rapporter, om at fjendtlige fly kun var to timer væk. Selvom der ikke var noget generel hysteri, blev jagerfly fra Mitchel Field på Long Island sendt i luften for at møde "angriberne". Wall Street havde sin værste salgsdag, siden Frankrigs fald. Skolebørn i New York City blev sendt hjem, og flere radiostationer stoppede med at sende. I Boston flyttede politiet tunge lagre af våben og ammunition fra lagerbokse til stationer i hele by og industrianlæg blev rådet til at forberede sig til angreb.

### Bedredskabsalarmer i 1942

#### Slaget om Los Angeles
Slaget om Los Angeles (engelsk: The Battle of Los Angeles), også kendt som "The Great Los Angeles Air Raid", er navnet givet af samtidige kilder til det imaginære fjendtlige angreb og efterfølgende antiluft- og artilleribombardement, som fandt sted fra den 24. februar til begyndelsen af den 25. februar 1942 i Los Angeles, Californien. Oprindeligt var målet for luftspærreilden formodet at have været en angribende styrke fra Japan, men flådeminister Frank Knox, der talte ved en pressekonference kort efter, kaldte hændelsen en "falsk alarm". Aviser fra den tid offentliggjorde en række opsigtsvækkende rapporter og spekulationer om et dække. Da dokumentation fra hændelsen i 1983 blev offentliggjort, tilskriver det amerikanske Office of Air Force History begivenheden, som et tilfælde af "krigsnerver", sandsynligvis udløst af en tabt vejrballon og forværret af omstrejfende flammer og bombebrister fra tilstødende batterier.

#### Andet alarmberedskab
I maj og juni 1942, undergik San Francisco Bay Area en række luftalarmer:
- 12. maj: Et 25 minutter langt luftangrebsalarm.
- 27. maj: Forsvaret på vestkysten blev sat i beredskab efter Hærens kodebrydere fandt ud af at japanerne planlagde en række hit-and-run-angreb som gengæld for Doolittle-raidet.
- 31. maj: Slagskibene USS Colorado og USS Maryland sejlede fra Golden Gate for at danne en forsvarslinje mod ethvert japansk angreb mod San Francisco.
- 2. juni 1942: Et ni minutter langt luftangrebsalarm blev beordret, og klokken 21:22 blev der beordret radiotavshed for alle radiostationer fra Mexico til Canada.

## Fodnoter
1. ↑  O'Hara, s. 7-9
2. ↑  Wood, Clement (1932). The man who killed Kitchener; the life of Fritz Joubert Duquesne (engelsk). New York: William Faro, inc.
3. ↑  Jonathan Wallace. "Military Tribunals" (engelsk). spectacle.org. Hentet 9. december 2007.
4. ↑  "Agents delivered by U-boat" (engelsk). uboatwar.net. Arkiveret fra originalen 4. november 2005. Hentet 12. december 2007. (fra internet arkiv)
5. ↑  W. A. Swanberg (april 1970). The spies who came in from the sea (engelsk). Vol. 21 (3 udgave). American Heritage Magazine. Hentet 9. december 2007.
6. ↑  Secret U-Boat Ops
7. ↑  Essex, James W. 2004. Victory in the St. Lawrence: the unknown u-boat war. Erin, Ontario: Boston Mills Press
8. ↑  Cecil Masterman, The Double Cross System, New Haven: Yale University Press, 1972, p. 121, 144
9. 1 2  Michael L. Hadley (1990). "Chapter five, The Intelligenc Gatherers: Langbein, Janow and Kurt". U-Boats Against Canada: German Submarines in Canadian Waters (engelsk). McGill-Queen's Press - MQUP. s. 144-167. ISBN 978-0-7735-0801-9.
10. ↑  "Weather Station Kurt" (engelsk). itod.com. 27. marts 2005. Arkiveret fra originalen 12. januar 2012. Hentet 20. december 2011.
11. ↑  Leckie, Robert (1964). The Story of World War II (engelsk). New York: Random House. s. 100.
12. ↑  Michael Salvarezza; Christopher Weaver. "On Final Attack, The Story of the U853" (engelsk). ecophotoexplorers.com. Arkiveret fra originalen 1. december 2007. Hentet 9. december 2007.
13. ↑  "Transcript: "Hitler's Lost Sub"", NOVA (engelsk), PBS, 14. november 2000, hentet 1. december 2008
14. 1 2  U.S. Department of the Interior, Minerals Management Service, Gulf of Mexico Region. "World War II Shipwrecks" (engelsk). Arkiveret fra originalen 17. oktober 2008. Hentet 2. november 2008.{{cite web}}:  CS1-vedligeholdelse: Flere navne: authors list (link)
15. ↑  "(engelsk) Shells at Aruba". Time Magazine. 23. februar 1942. Arkiveret fra originalen 10. december 2007. Hentet 9. december 2007.
16. ↑  "(engelsk) Defense of the Western Hemisphere". The Virtual Museum of the City of San Francisco. Hentet 9. december 2007.
17. ↑  "(engelsk) The Shelling of Ellwood". The California State Military Museum. Hentet 9. december 2007.
18. ↑  Young, Donald J. (engelsk) Phantom Japanese Raid on Los Angeles Arkiveret 24. januar 2008 hos  Wayback Machine Word War II Magazine, september 2003
19. 1 2  "SENSUIKAN! — HIJMS Submarine I-26: Tabular Record of Movement" (engelsk). combinedfleet.com. Hentet 9. december 2007.
20. ↑  Conn, Stetson (2000) [1964]. "The Continental Defense Commands After Pearl Harbor". Guarding the United States and its Outposts (engelsk). United States Army Center of Military History. CMH Pub 4-2. Hentet 9. december 2007.
21. ↑  "Japanese Submarines on the West Coast of Canada" (engelsk). pinetreeline.org. Arkiveret fra originalen 8. juli 2008. Hentet 9. december 2007.
22. ↑  Kravets, David. "May 5, 1945: Japanese Balloon Bomb Kills 6 in Oregon". Wired.com (engelsk). Hentet 4. oktober 2010.
23. ↑  Horn, Steve (2005). The Second Attack on Pearl Harbor: Operation K and Other Japanese Attempts to Bomb America in World War II (engelsk). Naval Institute Press. s. 265. ISBN 978-1-59114-388-8.
24. ↑  Christiano D'Adamo. "Operations". Regia Marina Italiana (engelsk og italiensk).
25. ↑  Biologists Under Hitler Ute Deichmann, Thomas Dunlap Harvard University Press 1999, s. 280
26. 1 2 3 4 5 6 7  "The Virtual Museum of The City of San Francisco THE ARMY AIR FORCES IN WORLD WAR II; DEFENSE OF THE WESTERN HEMISPHERE". Arkiveret fra originalen 20. november 2011. Hentet 20. december 2011.
27. ↑  Caughey, John (1977). Los Angeles: biography of a city (engelsk). University of California Press. ISBN 978-0-520-03410-5.
28. ↑  Farley, John E. (1998). Earthquake fears, predictions, and preparations in mid-America (engelsk). Southern Illinois University Press. ISBN 978-0-8093-2201-5. Hentet 17. maj 2010.
29. ↑  "California and the Second World War; The Battle of Los Angeles" (engelsk). The California State Military Museum. Hentet 9. december 2007.
30. ↑  "The Battle of Los Angeles" (engelsk). Virtual Museum of the City of San Francisco. Arkiveret fra originalen 28. september 2007. Hentet 9. december 2007.

## Yderlig læsning
- Dobbs, Michael (2004). Saboteurs: The Nazi Raid on America (engelsk). ISBN 0-375-41470-3.
- Duffy, J.P. TARGET: AMERICA, Hitler's Plan to Attack the United States (engelsk). Praeger Publishers; PB: The Lyons Press.
- Gimpel, Erich (2003). Agent 146: The True Story of a Nazi Spy in America (engelsk). ISBN 0-312-30797-7.
- Griehl, Manfred (2004). Luftwaffe over America: The Secret Plans to Bomb the United States in World War II (engelsk). ISBN 1-85367-608-X.
- Horn, Steve (2005). The Second Attack on Pearl Harbor: Operation K And Other Japanese Attempts to Bomb America in World War II (engelsk). Naval Institute Press. ISBN 1-59114-388-8.
- Mikesh, Robert C. (1973). Japan's World War II Balloon Bomb Attacks on North America (engelsk). Smithsonian Institution Press.
- Kesich, Gregory D. (13. april 2003). "1944: When spies came to Maine" (engelsk). Portland Press Herald. Arkiveret fra originalen 22. september 2007. Hentet 9. december 2007.
- Webber, Bert (1984). Silent Siege: Japanese Attacks Against North America in World War II (engelsk). Fairfield, Washington (1984): Ye Galleon Press. ISBN 0-87770-315-9.{{cite book}}:  CS1-vedligeholdelse: location (link)
- O'Hara, Vincent (2004). The German fleet at war, 1939-1945 (engelsk). Naval Institute Press.

## Eksterne links
- (engelsk) American targets
- http://www.portorfordlifeboatstation.org/article1.html Arkiveret 28. august 2005 hos  Wayback Machine
- http://www.history.navy.mil/faqs/faq114-2.htm Arkiveret 5. december 2005 hos  Wayback Machine
- (engelsk) Planned Italian attack on New York harbour.
- (engelsk) The Bay Area at War
- http://www.history.army.mil/books/wwii/guard-us/index.htm#contents Arkiveret 25. december 2007 hos  Wayback Machine
- (engelsk) Details of German secret agents landed in North America
- (engelsk) Red White Black & Blue – feature documentary about The Battle of Attu in the Aleutians during World War II Arkiveret 11. september 2017 hos  Wayback Machine
- http://www.history.army.mil/brochures/DOA/DOA.htm Arkiveret 26. september 2012 hos  Wayback Machine en publikation fra United States Army Center of Military History
- (engelsk) The Battle of the St. Lawrence